# Call of Duty 2
Call of Duty 2 är ett spel i förstapersonsperspektiv, uppföljare till Call of Duty. Spelet är utvecklat av Infinity Ward och distribuerat av Activision. Det utspelar sig under andra världskriget och det finns både ett enspelarläge och flerspelarläge.
Nytt i denna uppföljare är bland annat en uppdaterad spelmotor som erbjuder en hel del nyheter, bland annat finputsad grafik och mer realistiska vädereffekter.

## Kampanjer
Spelet delas in i tre kampanjer: en sovjetisk, en brittisk och en amerikansk.

### Den sovjetiska
Första banan är träningsbanan där man lär sig skjuta med gevär och kasta handgranater, men istället för handgranater kastar man potatisar då "handgranater är mer värda än dig", enligt den närvarande kommisaren. Detta utspelar sig i Moskva, men senare i spelet är man i Stalingrad.

### Den brittiska
Den brittiska kampanjen är uppdelad i två delar. I den första delen får man delta i "Operation Supercharge" och diverse småslag i nordafrika, och bland annat köra en Crusader-stridsvagn. I andra delen av kampanjen deltar man i slaget om Caen i Normandie.

### Den amerikanska
Kampanjen börjar på D-dagen, vid Point du Hoc. Kampanjen fortsätter med att man ska försvara stranden mot tyska infanteri- och pansartrupper. Man ska senare ta över och försvara ett område med kodnamnet Hill 400. Kampanjen avslutas med att man kommer fram till floden Rhen.

### Röstskådespelare
- Michael Cudlitz - Sergeant. Glenn 'Hawk' Hawkins
- Michael Gough - Kapten. Price
- Frank John Hughes - Menige. Alvin "Brooklyn" Bloomfield
- James Madio - Menige. McCloskey
- David Rees Snell - Menige. Vic Denley
- Rene L. Moreno - Menige. Manny Castillo
- J. Matthew Morton - Löjtnant. Norman Delaney
- Stephen Saux - Menige. Roland Roger
- Nolan North - Sergeant. Randall
- Richard Speight Jr. - Menige. Stephen Kelly
- James Patrick Stuart - Menige. MacGregor
- Rick Gomez - Olika röstroller
- Ross McCall - Olika röstroller

## Flerspelarspel
Flerspelarspel erbjuder spelaren möjligheten att över internet möta och tävla mot andra spelare som också spelar Call of Duty 2. Det finns olika typer av lagspel.  

### Typer av flerspelarspel
- Team Deathmatch
- Deathmatch
- Search and Destroy
- Capture the Flag

Den allra vanligaste typen av lagspel som Call of Duty-spelare spelar är "Team Deathmatch" eller "Deathmatch".
"Team Deathmatch" innebär att man är två lag som krigar mot varandra och poängen är att skjuta ner motståndare på det andra laget. "Deathmatch" är ett spel där alla kör mot alla, man skjuter den man ser. "Search and Destroy" är också ett lagspel där det går ut på att leta rätt på 3 olika motståndarbunkrar och plantera en bomb där. Och får man en bomb planterad på en av sina egna bunkrar måste man reducera bomben på under 1 minut. Det lag som först sprängt alla motståndarens bunkrar vinner spelet. Namnet säger nästan vad "Capture the Flag" innebär. Detta är också ett lagspel där spelet går ut på att sno motståndarlagets flagga vid deras spawnplats och ta den vidare till sin egen flagga.

### Banor i flerspelarspel
- Beltout, Frankrike
- Brecourt, Frankrike
- Burgundy, Frankrike
- Caen, Frankrike
- Carentan, Frankrike
- El Alamein, Egypten
- Leningrad, Ryssland
- Rostov, Ryssland
- Matmata, Tunisien
- Moskva, Ryssland
- St. Mère Église, Frankrike
- Stalingrad, Ryssland
- Toujane, Tunisien
- Villers-Bocage, Frankrike
- Wallendar, Tyskland

Till spelet finns också möjligheten att konstruera egna banor genom att använda det officiella utvecklingsverktyget.